# Ettin
Ein Ettin (von altenglisch eoten „Riese“) ist ein Fabelwesen aus englischen Volksmärchen. Es hat mehrere Köpfe und ähnelt einem Riesen, Oger oder Troll.

## Kulturelle Verbreitung
In dem Märchen The Red Ettin, das Ende des 19. Jahrhunderts von dem Folkloristen Joseph Jacobs gesammelt wurde, entführt ein dreiköpfiger irischer Riese die Tochter des schottischen Königs Malcolm. Einem jungen Mann gelingt es, zum Schloss des Ettins vorzudringen, ihn zu töten und die Prinzessin zu befreien, die er schließlich heiratet.
Vermutlich über C. S. Lewis’ Die Chroniken von Narnia gelangte der Ettin in die moderne Fantasy, wo er vor allem in den verschiedenen Spielwelten des Pen-&-Paper-Rollenspiels Dungeons and Dragons und dessen Roman- und Computerspielablegern (Baldur’s Gate, Neverwinter Nights) auftaucht, aber auch in diversen anderen Computerspielen wie NetHack, Ultima, Warcraft, Stonekeep, Hexen oder Guild Wars. In den Computerspielen haben Ettins zwei Köpfe, die oft einander widersprechen.
Die Ettins in den Creatures-Computerspielen basieren dagegen nicht auf diesem Fabelwesen.
Im Film Jack and the Giants (2013) existiert ein 2-köpfiger Riese namens Fallun. In der Serie Stargate – Kommando SG-1 wird die außerirdische Rasse Goa’uld synonym als Ettin bezeichnet.